# Tissa
Tissa település Németországban, azon belül Türingiában. Lakosainak száma 136 fő (2023. december 31.).

## Népesség
A település népességének változása:
| Lakosok száma | 128  | 129  | 122  | 128  | 136  |
|               | 2017 | 2019 | 2021 | 2022 | 2023 |